# Bréviandes
Bréviandes est une commune française située dans le département de l'Aube, en région Grand Est.

## Géographie
|                         | Saint-Julien-les-Villas | Rouilly-Saint-Loup |
| Rosières-près-Troyes    | Bréviandes              |                    |
| Saint-Léger-près-Troyes | Buchères                | Verrières          |

### Hydrographie
La commune est dans la région hydrographique « la Seine de sa source au confluent de l'Oise (exclu) » au sein du bassin Seine-Normandie. Elle est drainée par la Seine, l'Hozain, le canal de Saint Julien, la Hurande, le Triffoire, le canal des Flotteurs et divers autres petits cours d'eau,.
La Seine, un fleuve long de 775 km, coule dans le Bassin parisien et notamment dans le département de l’Aube en le traversant du sud-est au nord-ouest. Elle irrigue la commune dans sa partie est.
L'Hozain, d'une longueur de 25 km, prend sa source dans la commune de Lantages et se jette  dans la Seine sur la commune, après avoir traversé douze communes.

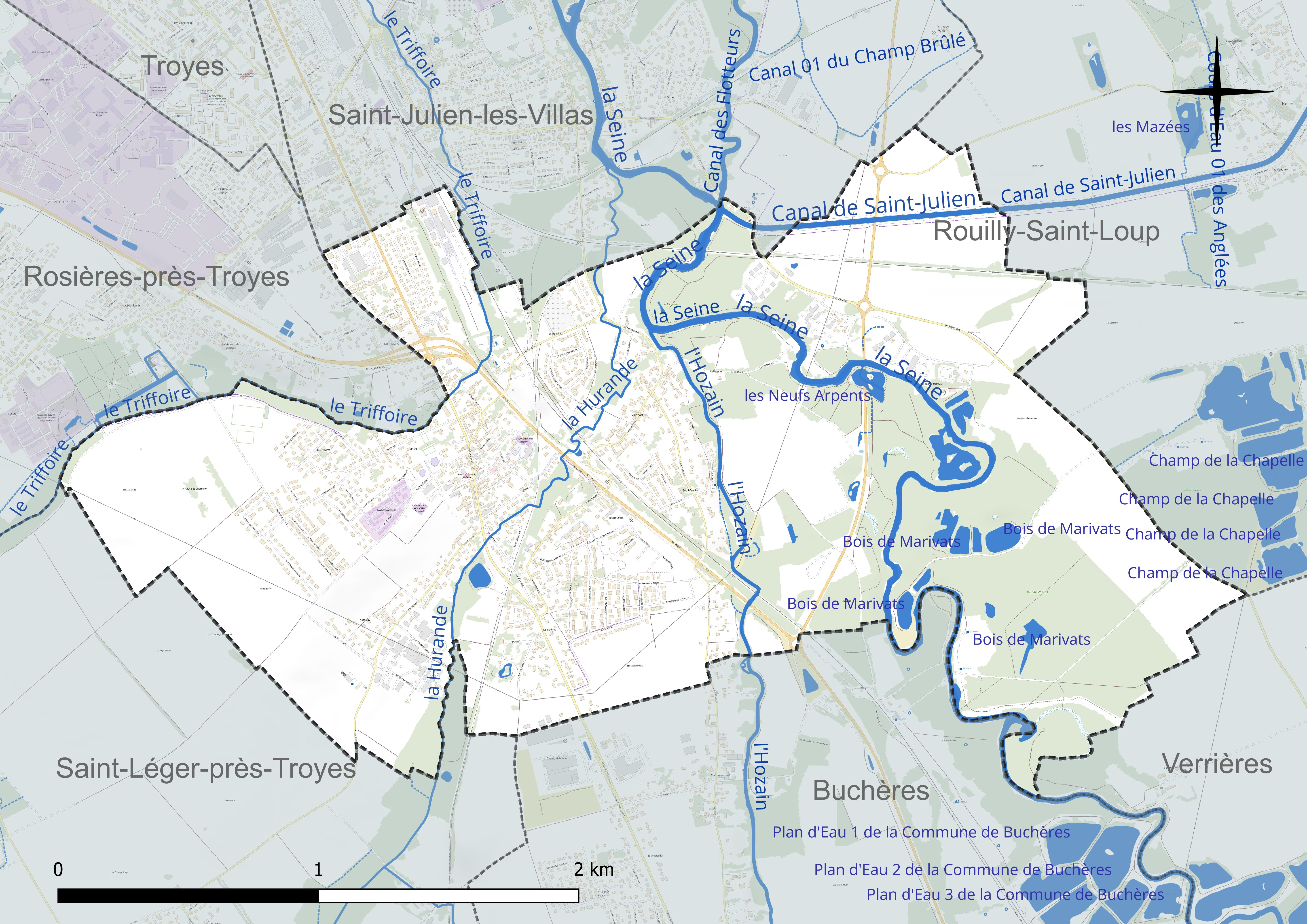
Réseau hydrographique de Bréviandes.

Deux plans d'eau complètent le réseau hydrographique : le Bois de Marivats (1,6 ha) et les Neufs Arpents (0,9 ha),.

### Climat
Pour des articles plus généraux, voir Climat du Grand Est et Climat de l'Aube.
En 2010, le climat de la commune est de type climat océanique dégradé des plaines du Centre et du Nord, selon une étude du Centre national de la recherche scientifique s'appuyant sur une série de données couvrant la période 1971-2000. En 2020, Météo-France publie une typologie des climats de la France métropolitaine dans laquelle la commune est exposée à un climat océanique altéré et est dans la région climatique Lorraine, plateau de Langres, Morvan, caractérisée par un hiver rude (1,5 °C), des vents modérés et des brouillards fréquents en automne et hiver.
Pour la période 1971-2000, la température annuelle moyenne est de 10,6 °C, avec une amplitude thermique annuelle de 15,9 °C. Le cumul annuel moyen de précipitations est de 700 mm, avec 11,3 jours de précipitations en janvier et 7,9 jours en juillet. Pour la période 1991-2020, la température moyenne annuelle observée sur la station météorologique de Météo-France la plus proche, « Saint-Pouange », sur la commune de Saint-Pouange à 5 km à vol d'oiseau, est de 11,5 °C et le cumul annuel moyen de précipitations est de 707,5 mm. 
La température maximale relevée sur cette station est de 42,2 °C, atteinte le 24 juillet 2019 ; la température minimale est de −21 °C, atteinte le 9 janvier 1985,,.
Les paramètres climatiques de la commune ont été estimés pour le milieu du siècle (2041-2070) selon différents scénarios d'émission de gaz à effet de serre à partir des nouvelles projections climatiques de référence DRIAS-2020. Ils sont consultables sur un site dédié publié par Météo-France en novembre 2022.

## Urbanisme

### Typologie
Au 1er janvier 2024, Bréviandes est catégorisée ceinture urbaine, selon la nouvelle grille communale de densité à 7 niveaux définie par l'Insee en 2022.
Elle appartient à l'unité urbaine de Troyes, une agglomération intra-départementale dont elle est une commune de la banlieue,. Par ailleurs la commune fait partie de l'aire d'attraction de Troyes, dont elle est une commune de la couronne,. Cette aire, qui regroupe 209 communes, est catégorisée dans les aires de 200 000 à moins de 700 000 habitants,.

### Occupation des sols
L'occupation des sols de la commune, telle qu'elle ressort de la base de données européenne d’occupation biophysique des sols Corine Land Cover (CLC), est marquée par l'importance des territoires agricoles (46 % en 2018), en diminution par rapport à 1990 (54,5 %). La répartition détaillée en 2018 est la suivante : 
terres arables (39,1 %), zones urbanisées (27,4 %), forêts (26,6 %), zones agricoles hétérogènes (6,9 %). L'évolution de l’occupation des sols de la commune et de ses infrastructures peut être observée sur les différentes représentations cartographiques du territoire : la carte de Cassini (XVIIIe siècle), la carte d'état-major (1820-1866) et les cartes ou photos aériennes de l'IGN pour la période actuelle (1950 à aujourd'hui).

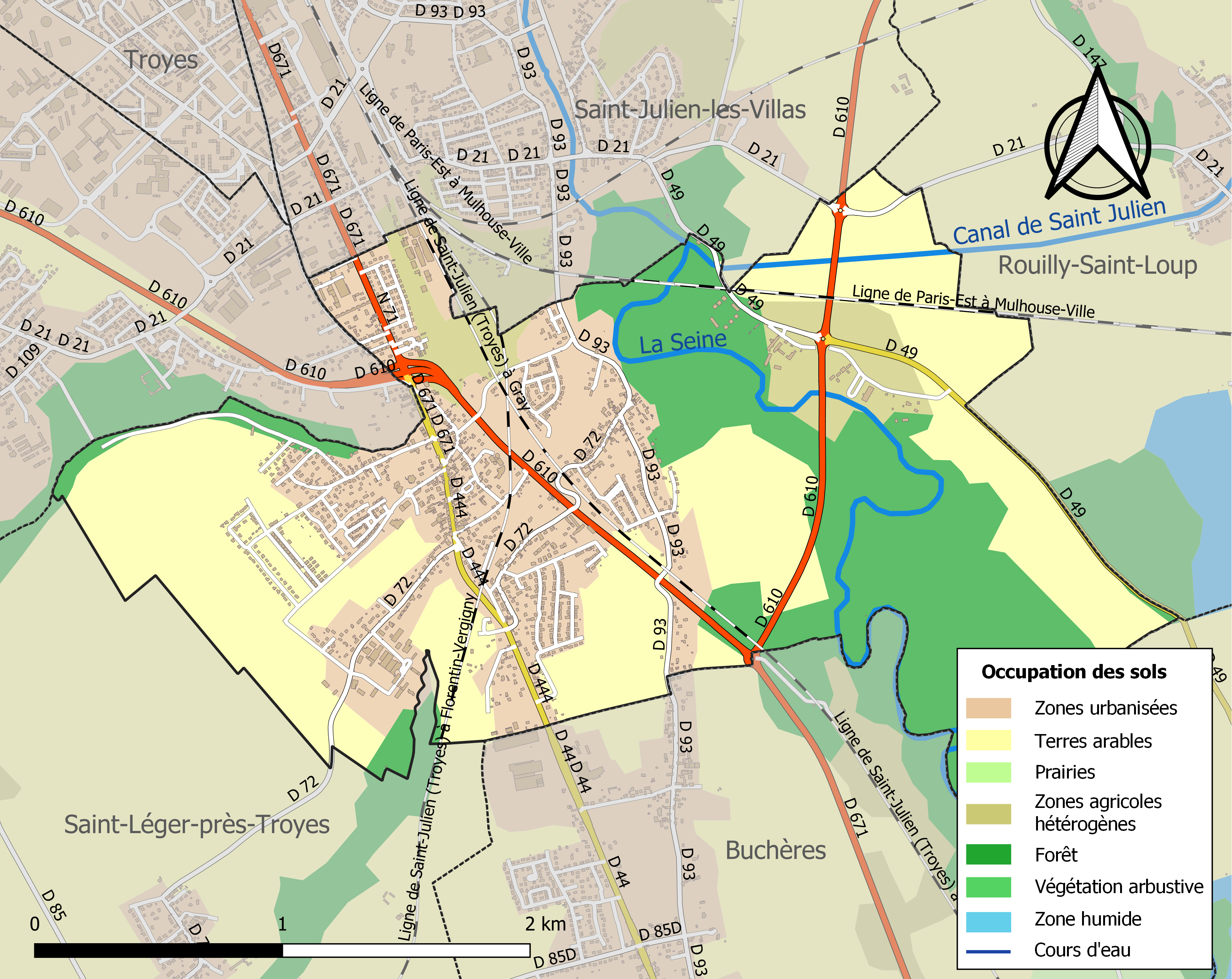
Carte des infrastructures et de l'occupation des sols de la commune en 2018 (CLC).

## Toponymie
Le nom du village (et des diverses communes au nom similaire en France) vient de « brève viande » dans le sens de maigre pitance. Non que les paysans d'autrefois eussent l'habitude de manger de la viande, mais il faut savoir que le mot « viande » était alors utilisé pour la nourriture en général (du bas latin vivanda, ce qui sert à vivre, « vivance »). Ce n'est qu'à partir du XVIIe siècle que le mot « viande » se substituera à « chair ».
C'est l'un des quelques villages et lieux-dits de France dont le nom, transmis par les petites-gens (étymologie populaire), est lié à la dureté de sa terre pour les paysans ou à la production d'icelle comme Rompéchine en Charente, Bapaume dans le Nord-Pas-de-Calais, Bramefain et Balledent dans le Limousin ou encore Moque-Baril et Trompe-souris en Touraine parmi une multitude d'autres…
L'ajout du s est moderne, jusqu'au milieu du XIXe siècle, ce s n'apparait pas.

## Histoire

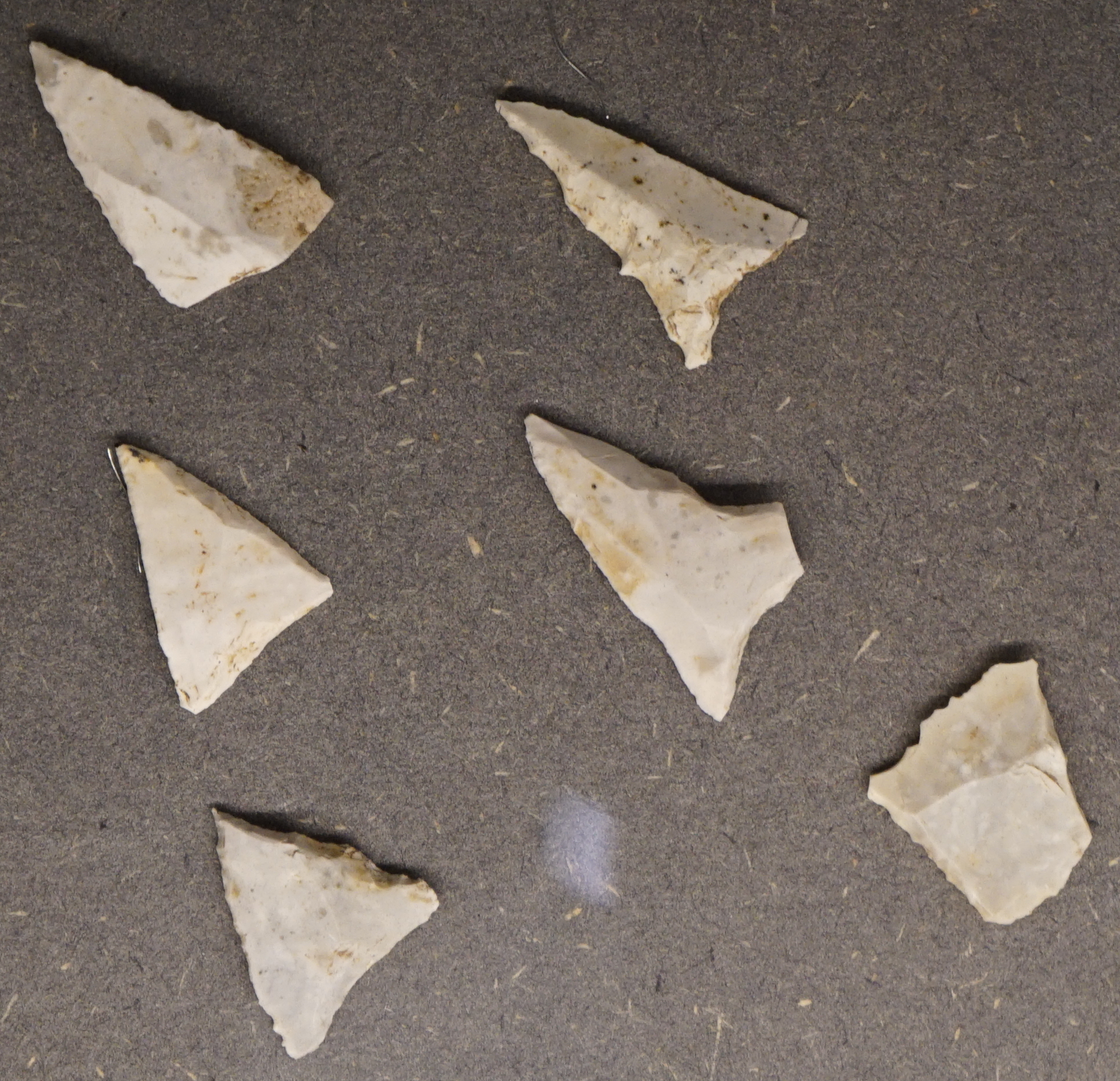
Pointes de fléchés du Rubané trouvées à Bréviandes.

Le site archéologique de « Bréviandes les Pointes » et les Grèvottes, a été utilisé à plusieurs reprises comme lieu de sépulture du Néolithique ancien (~5200 cal av. J.-C.) au début de l'âge du Bronze final (~1200 cal av. J.-C.).
Pendant l'Antiquité, la voie romaine de Troyes à Vertault traverse le territoire, Charles le Chauve cite le village Brinnia comme possession de l'abbaye Saint-Pierre de Montier-la-Celle entre 840 et 854. Il y avait le moulin de la Faissenelles à Bréviande qui a été donné par Gilo de Torneel, en 1187, à la léproserie des Deux-Eaux de Troyes qui a été à blé et à papier. Il passe à une date indéterminée à la ville de Troyes qui le louait en 1567 à Guyon Richard papetier. Il ne laisse pas de trace de location après 1627.

Avant la Révolution française de 1789, la commune était divisée en trois parts. 
- Bréviande-Saint-Léger, à l'ouest de la route  de Bourgogne.
- Bréviande-Sancey.
- Villepart. Elles étaient toutes trois communes en 1790 avant d'être réunies en 1795 en Bréviande qui fait partie du canton de Saint-Germain jusqu'au 25 ventôse An X.

## Politique et administration

### Liste des maires
| Période                                  | Période      | Identité                                      | Étiquette | Qualité                                                    |
| ---------------------------------------- | ------------ | --------------------------------------------- | --------- | ---------------------------------------------------------- |
| avant 1981                               | 18 juin 1995 | Michel Guinot                                 | PS        |                                                            |
| 18 juin 1995                             | en cours     | Thierry Blasco Réélu pour le mandat 2020-2026 | DVG       | Fonctionnaire Vice–président de Troyes Champagne Métropole |
| Les données manquantes sont à compléter. |              |                                               |           |                                                            |

## Démographie

### Évolution démographique
L'évolution du nombre d'habitants est connue à travers les recensements de la population effectués dans la commune depuis 1793. Pour les communes de moins de 10 000 habitants, une enquête de recensement portant sur toute la population est réalisée tous les cinq ans, les populations de référence des années intermédiaires étant quant à elles estimées par interpolation ou extrapolation. Pour la commune, le premier recensement exhaustif entrant dans le cadre du nouveau dispositif a été réalisé en 2004.

En 2022, la commune comptait 3 091 habitants, en évolution de +9,96 % par rapport à 2016 (Aube : +0,7 %, France hors Mayotte : +2,11 %).
| 1793 | 1800 | 1806 | 1821 | 1831 | 1836 | 1841 | 1846 | 1851 |
| ---- | ---- | ---- | ---- | ---- | ---- | ---- | ---- | ---- |
| 161  | 550  | 583  | 548  | 583  | 633  | 664  | 663  | 641  |

| 1856 | 1861 | 1866 | 1872 | 1876 | 1881 | 1886 | 1891 | 1896 |
| ---- | ---- | ---- | ---- | ---- | ---- | ---- | ---- | ---- |
| 593  | 568  | 553  | 564  | 561  | 533  | 566  | 579  | 530  |

| 1901 | 1906 | 1911 | 1921 | 1926 | 1931 | 1936 | 1946 | 1954 |
| ---- | ---- | ---- | ---- | ---- | ---- | ---- | ---- | ---- |
| 513  | 524  | 522  | 593  | 690  | 747  | 765  | 734  | 791  |

| 1962 | 1968  | 1975  | 1982  | 1990  | 1999  | 2004  | 2006  | 2009  |
| ---- | ----- | ----- | ----- | ----- | ----- | ----- | ----- | ----- |
| 925  | 1 095 | 1 501 | 1 683 | 1 687 | 1 926 | 2 062 | 2 137 | 2 259 |

| 2014  | 2019  | 2022  | - | - | - | - | - | - |
| ----- | ----- | ----- | - | - | - | - | - | - |
| 2 659 | 2 851 | 3 091 | - | - | - | - | - | - |

### Pyramide des âges
En 2021, le taux de personnes d'un âge inférieur à 30 ans s'élève à 33,2 %, soit en dessous de la moyenne départementale (35,0 %). De même, le taux de personnes d'âge supérieur à 60 ans est de 27,4 % la même année, alors qu'il est de 28,2 % au niveau départemental.
En 2021, la commune comptait 1 474 hommes pour 1 560 femmes, soit un taux de 51,42 % de femmes, légèrement supérieur au taux départemental (51,30 %).
Les pyramides des âges de la commune et du département s'établissent comme suit :
| Hommes | Classe d’âge | Femmes |
| ------ | ------------ | ------ |
| 1,1    | 90 ou +      | 3,3    |
| 7,0    | 75-89 ans    | 9,7    |
| 16,6   | 60-74 ans    | 16,9   |
| 20,7   | 45-59 ans    | 19,8   |
| 19,5   | 30-44 ans    | 19,1   |
| 15,7   | 15-29 ans    | 13,8   |
| 19,6   | 0-14 ans     | 17,4   |

| Hommes | Classe d’âge | Femmes |
| ------ | ------------ | ------ |
| 0,8    | 90 ou +      | 2,1    |
| 7,4    | 75-89 ans    | 10,2   |
| 17,4   | 60-74 ans    | 18,4   |
| 19,4   | 45-59 ans    | 19     |
| 17,8   | 30-44 ans    | 17,3   |
| 18,3   | 15-29 ans    | 15,9   |
| 19     | 0-14 ans     | 17,1   |

## Lieux et monuments
- Château de Bréviandes.
- Église Saint-Vincent-de-Paul de Bréviandes.

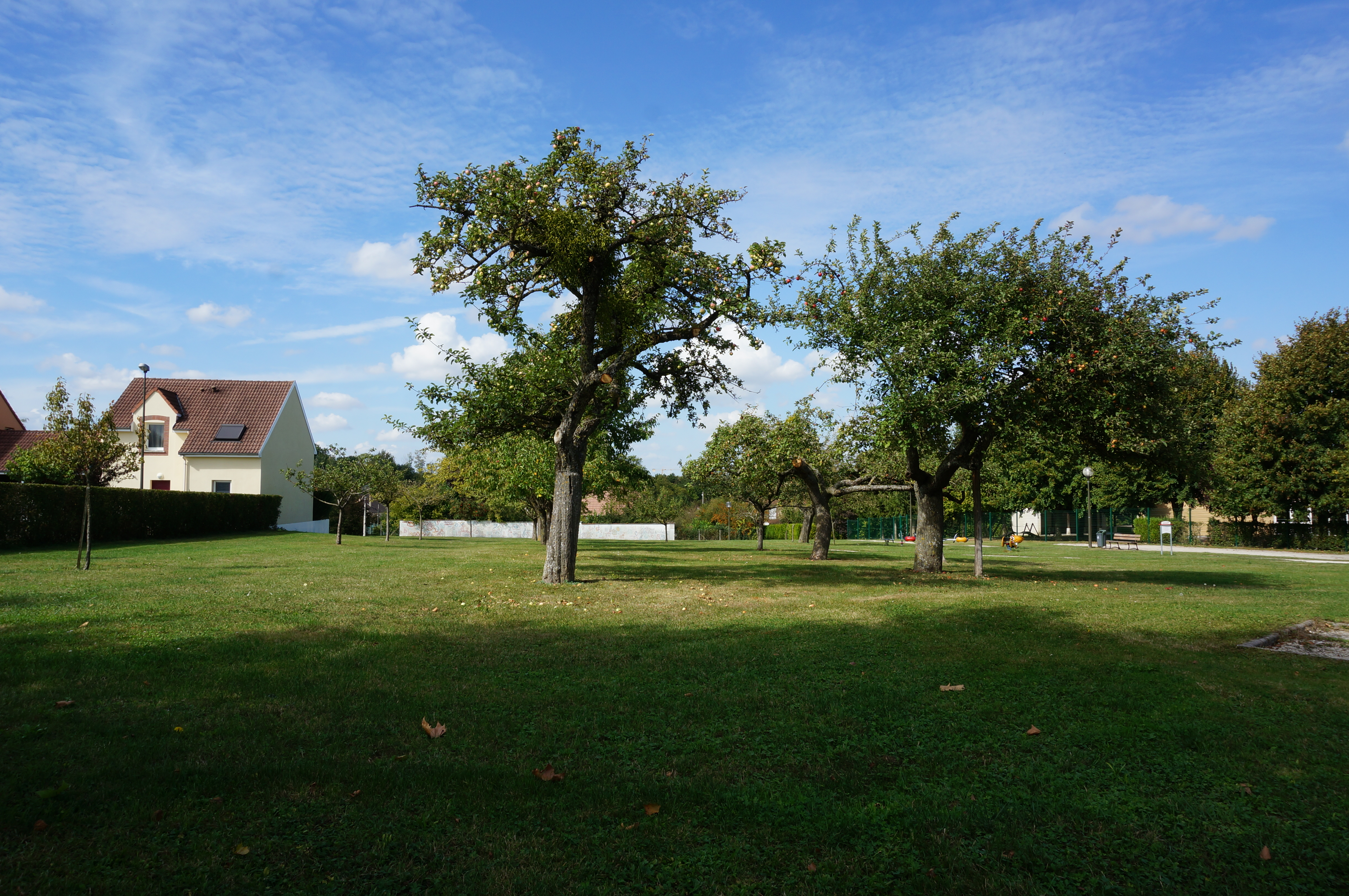
Le verger.
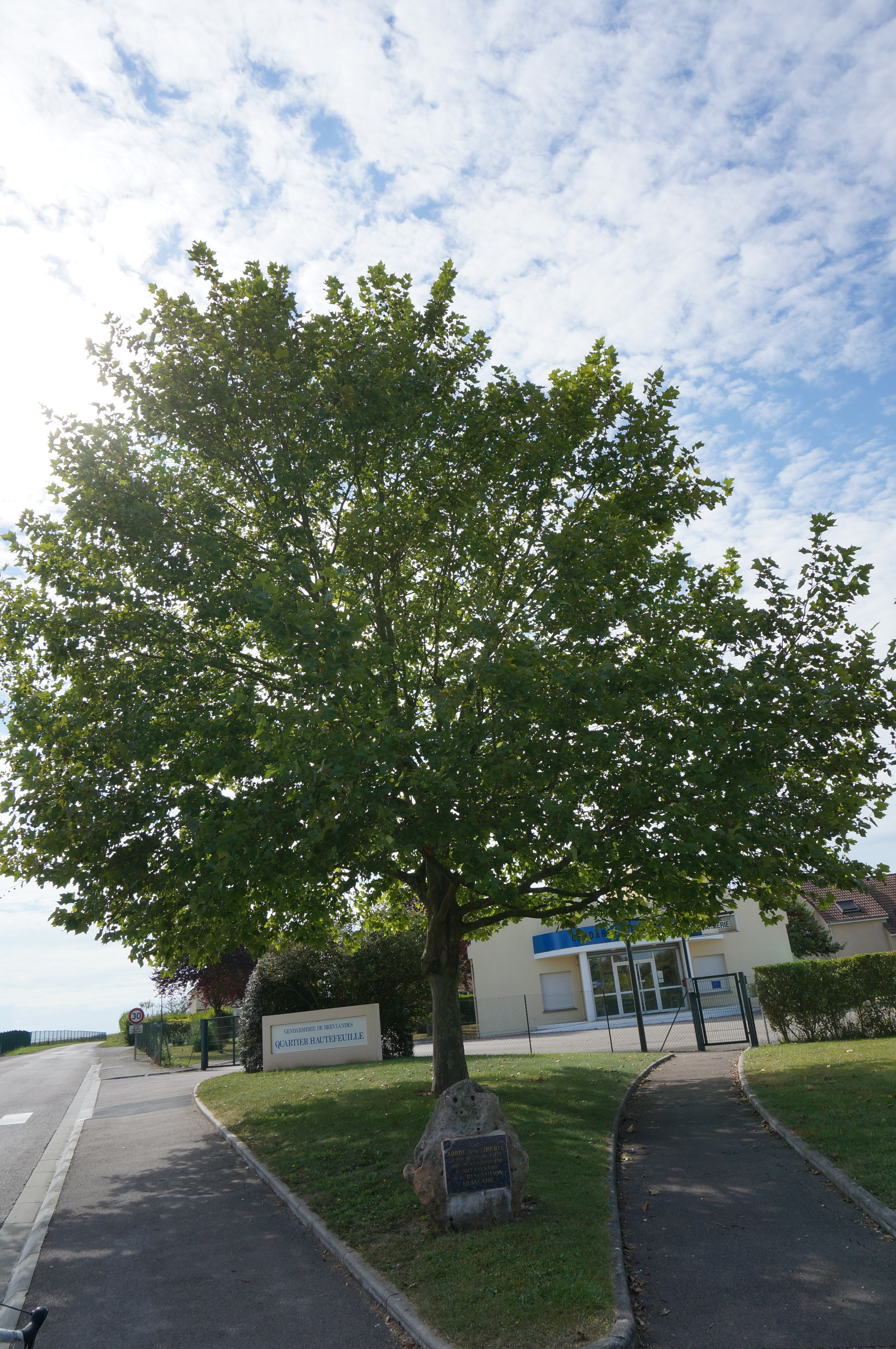
L'arbre de la liberté et la gendarmerie.
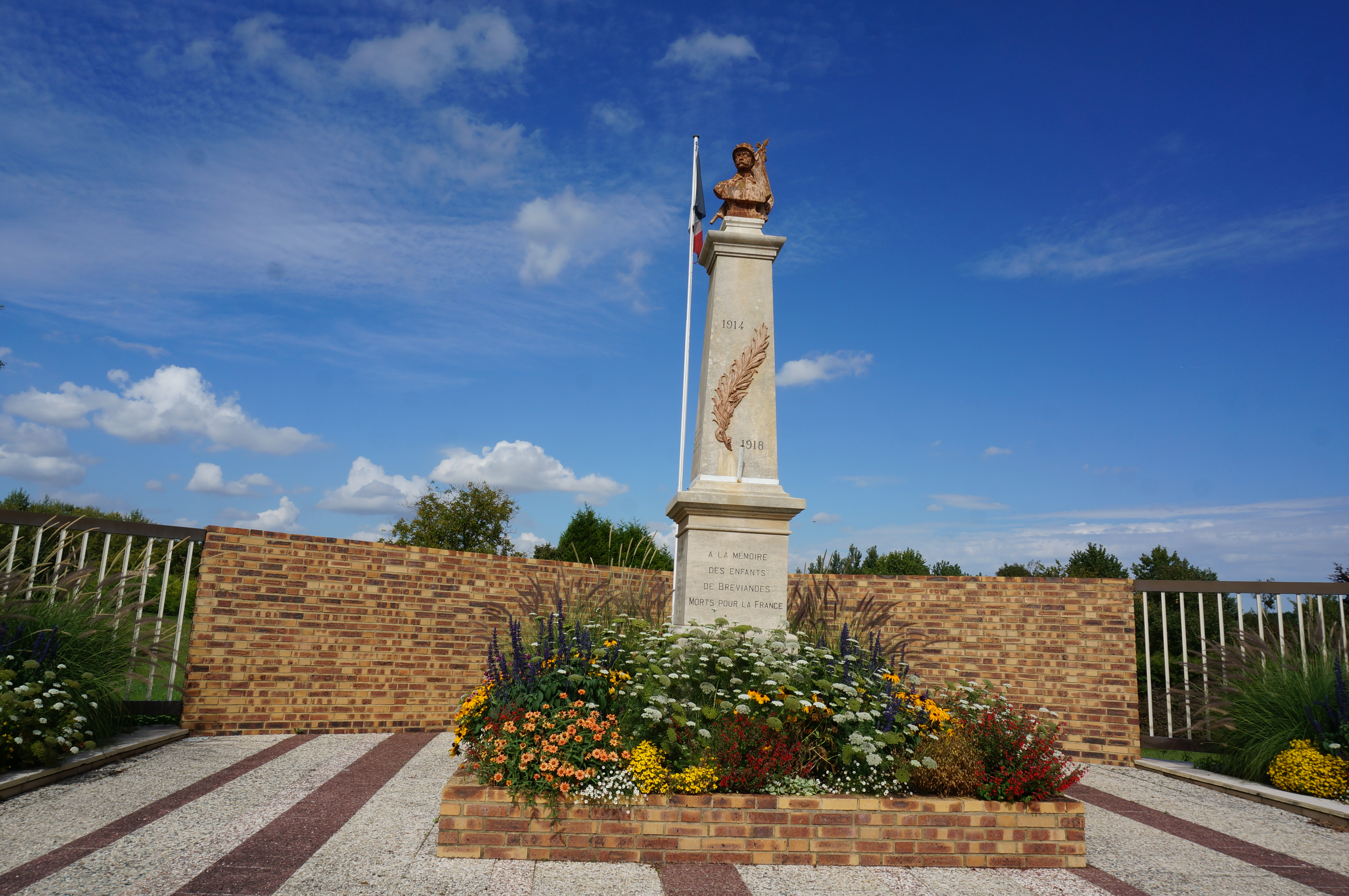
Le monument aux morts.
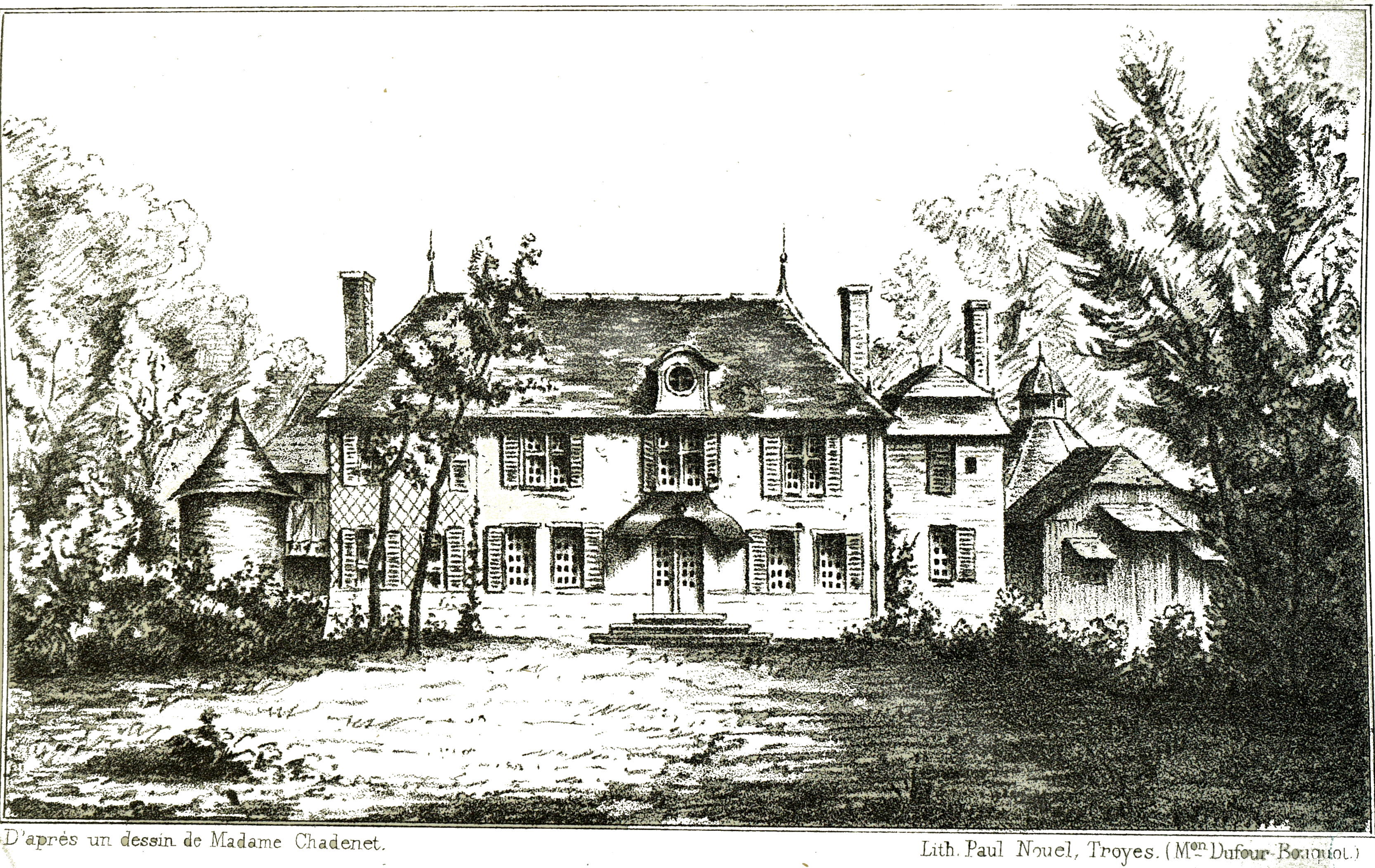
Ancien manoir de la Planche prés Saint-Léger.
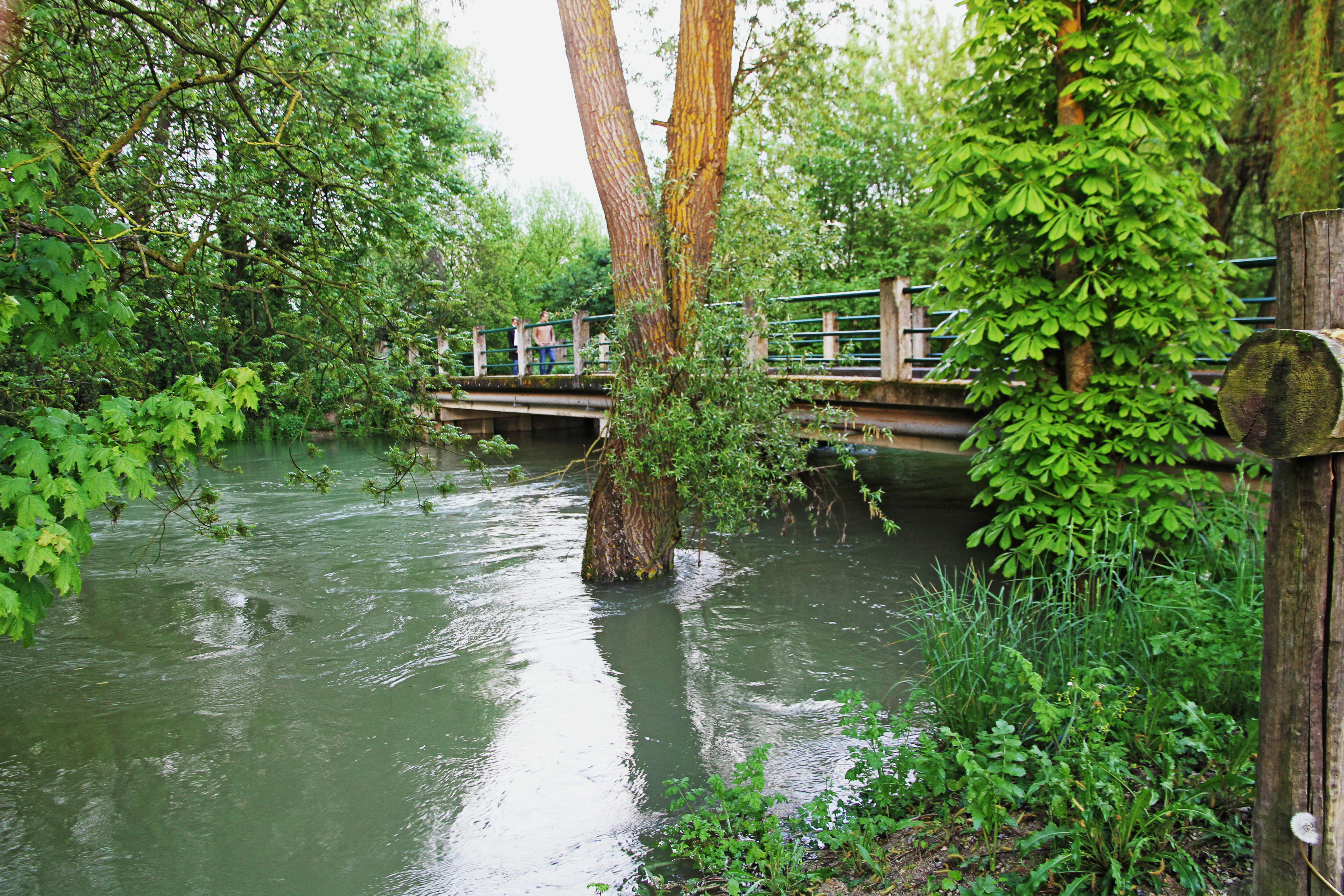

## Personnalités liées à la commune
- Étienne Chilot (1978-), historien, éditeur, journaliste et homme politique français, a passé sa jeunesse à Bréviandes.

## Héraldique
| Blason de Bréviandes | Blason  | D'azur à la bande d'argent côtoyée de deux doubles cotices potencées et contre-potencées d'or, au chef d'azur chargé de quatre burelles ondées d'argent et de trois roues de moulin d'or brochant sur les burelles. |
| Blason de Bréviandes | Détails | Le statut officiel du blason reste à déterminer. |